# Nußdorf-Debant
Nußdorf-Debant är en kommun i distriktet Lienz i förbundslandet Tyrolen i Österrike.
Kommunen består av fyra orter (Ortschaften) (inom parentes invånarantal 1 januari 2024):
- Debant (2 518)
- Debanttal (18)
- Nußdorf (762)
- Nußdorfer Berg (89)